# Heinrich von Hoesslin
Heinrich von Hoesslin oder Heinrich von Hoeßlin (* 9. Juli 1878 in München; † 11. November 1955 ebenda) war ein deutscher Humanmediziner, Professor für Innere Medizin sowie Verfasser mehrerer medizinischer Fachbücher und -artikel in Fachzeitschriften.

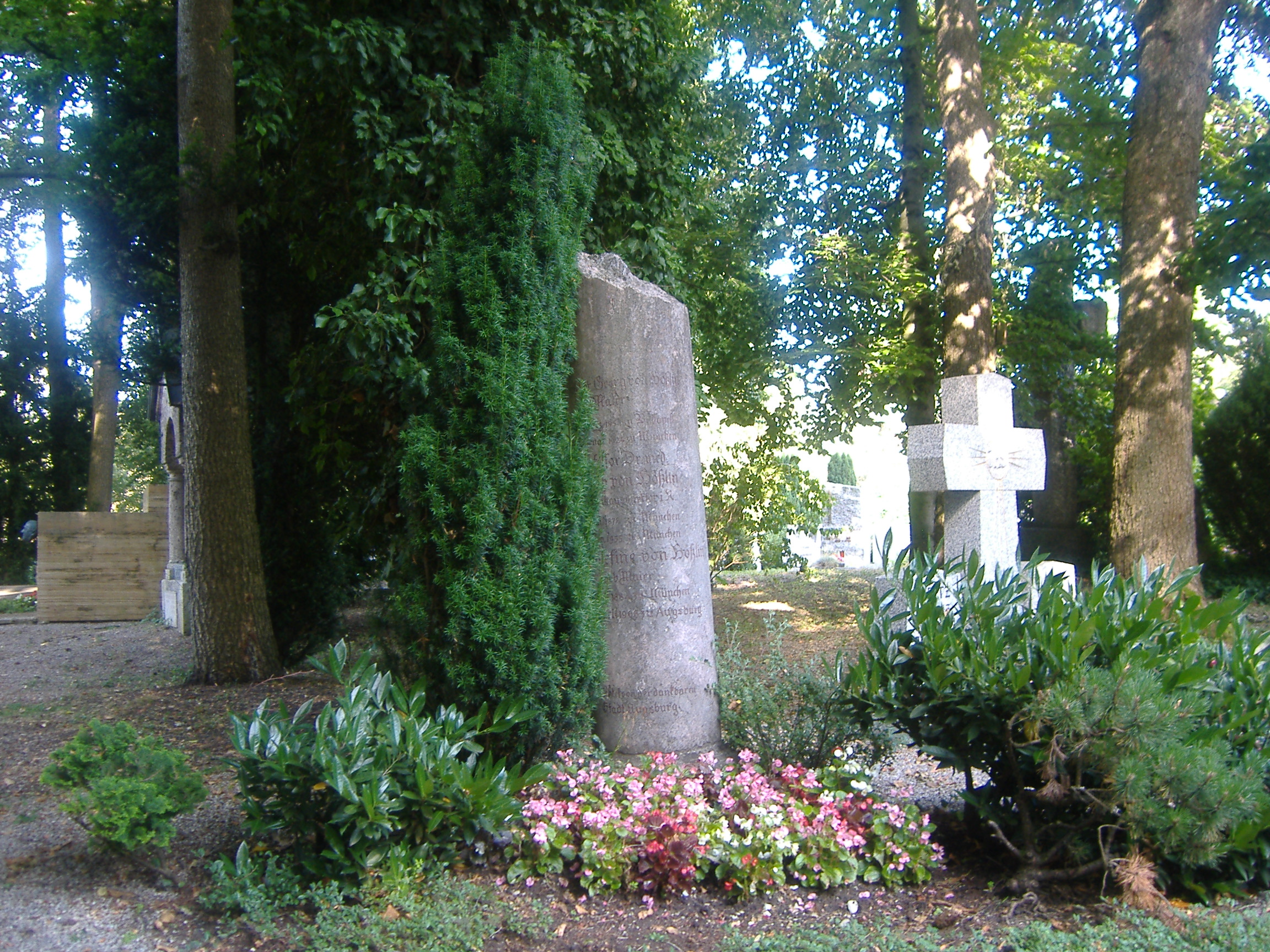
Grabstätte von Heinrich von Hoesslin und seiner Ehefrau

## Leben und Wirken
Heinrich Karl Emil Balthasar von Hoesslin war der Sohn des deutschen Malerpoeten George von Hoeßlin und dessen Ehefrau Elisabeth, geb. Merck. Er hatte noch eine jüngere Schwester, mit der er in München aufwuchs. In seiner Geburtsstadt absolvierte er nach der Volksschule das Maximiliansgymnasium, wo er 1897 das Abitur ablegte. Anschließend studierte er in München, Kiel, Berlin, dann wieder in seiner Geburtsstadt Medizin u. a. bei Fritz Voit. Sein Studium beendete Hoesslin 1902 mit der Promotion zum Dr. med. Das Thema seiner neun Seiten umfassenden Dissertation lautete: Experimentelle Untersuchungen über Blut-Veränderungen beim Aderlaß. Der in seiner Heimatstadt tätige Assistenzarzt heiratete im November 1909 Emma Maier, die Tochter eines Vorgesetzten. Im gleichen Jahr habilitierte er über Experimentelle Untersuchungen zur Physiologie und Pathologie des Kochsalzes. Das Ehepaar hatte einen Adoptivsohn.
Kurz vor Beginn des Ersten Weltkrieges übersiedelte das Ehepaar Hoesslin nach Berlin. In der Reichshauptstadt arbeitete der Mediziner im Städtischen Krankenhaus Berlin-Lichtenberg. 1920 wurde Hoesslin zum Chefarzt der Abteilung für Innere Medizin sowie zum Ärztlichen Direktor des Krankenhauses ernannt. Zugleich war er als Professor für Innere Medizin an der Humboldt-Universität sowie rege publizistisch tätig. Seiner Mitinitiative ist es zu verdanken, dass auf der Entbindungsstation im Krankenhaus Berlin-Lichtenberg 1920 die erste kommunale Schwangerschaftsberatungstelle ihren Betrieb aufnehmen konnte.
Während des Zweiten Weltkrieges tat er Dienst als beratender Internist in Frankreich und war nach 1945 als Arzt mit eigener Praxis in München tätig.
Auf seinem Sterbebett hatte Hoesslin den Wunsch geäußert, dass sein Vermögen in einer sozialen Stiftung aufgehen möge. Demzufolge gründete seine Witwe 1962 die Heinrich und Emma von Hoesslin'sche Stiftung zum Zweck der Jugendausbildung und Jugendhilfe in dafür geeigneten Einrichtungen der Stadt Augsburg. In letztgenannter Stadt erinnert die Von-Hoesslin-Straße an die edlen Stifter. Hoesslin wurde auf dem Westfriedhof von Augsburg begraben. Der Grabstein wurde in dankbarer Erinnerung an ihn und seine Frau von der Stadt Augsburg gestiftet.

## Veröffentlichungen (Auswahl)
- Experimentelle Untersuchungen über Blut-Veränderungen beim Aderlass. Naumburg a. S. 1902.
- Experimentelle Untersuchungen zur Physiologie und Pathologie des Kochsalzes. Halle-Wittenberg 1909.
- Das Sputum. Berlin 1921.
- Verdaulichkeit, Bekömmlichkeit, Wirksamkeit unserer Nahrung. J. F. Lehmanns Verlag, München 1931 (Erweiterter Sonderdruck aus dem Augustheft 1930 der Jahreskurse für ärztliche Fortbildung).
- Zur Klinik und Therapie der weiblichen Pyelitis. München 1932.
- Vorlesungen über Erkrankungen des Respirationssystems mit Ausschluß der Tuberkulose. Stuttgart 1935.
- Merkbüchlein für Schwestern. Stuttgart 1935.